# Zanomys
Genre
Zanomys est un genre d'araignées aranéomorphes de la famille des Macrobunidae.

## Distribution
Les espèces de ce genre  se rencontrent aux États-Unis et au Canada.

## Liste des espèces
Selon World Spider Catalog (version 25.0, 10/03/2024) :
- Zanomys aquilonia Leech, 1972
- Zanomys californica (Banks, 1904)
- Zanomys feminina Leech, 1972
- Zanomys hesperia Leech, 1972
- Zanomys kaiba Chamberlin, 1948
- Zanomys ochra Leech, 1972
- Zanomys sagittaria Leech, 1972
- Zanomys ultima Leech, 1972

## Systématique et taxinomie
Ce genre a été décrit par Chamberlin en 1948 dans les Dictynidae. Il est placé dans les Amaurobiidae par Gertsch en 1955 puis dans les Macrobunidae par Gorneau, Crews, Cala-Riquelme, Montana, Spagna, Ballarin, Almeida-Silva et Esposito en 2023.

## Publication originale
- Chamberlin, 1948 : « The genera of North American Dictynidae. » Bulletin of the University of Utah, vol. 38 no 15, p. 1-31.